# Nigel Phillips
Nigel James Philips (2 maggio 1963) è un militare, diplomatico e politico britannico.
Ricopre attualmente l’incarico di Governatore di Sant’Elena, Acensione e Tristan De Cunha, mentre ha ricoperto il ruolo di Commissario per la Georgia del Sud e le isole Sandwich meridionali e Governatore delle Isole Falkland.

## Biografia
Phillips è entrato a far parte della Royal Air Force nel 1984 e ha continuato a servire in vari incarichi, salendo al grado di Air Commodore. Dal 1993 al 1997 ha frequentato l'Università di Durham, laureandosi come Master in Business Administration e nel 2001 ha conseguito un Master in Studi sulla Difesa, questioni militari, politiche e internazionali presso il King's College di Londra, dove ha ricevuto una Cormorant Fellowship; in seguito è entrato a far parte dell'Agenzia per i servizi di comunicazione per la difesa come ufficiale di stato maggiore. Poi nel 2003 è stato assegnato all'ambasciata britannica a Stoccolma come addetto alla difesa. 
Nel giugno 2017 il Foreign and Commonwealth Office ha annunciato che Phillips è stato nominato nuovo Governatore delle Isole Falkland e Commissario per la Georgia del Sud e le Isole Sandwich Meridionali, succedendo a Colin Roberts il 12 settembre 2017. Il 1º luglio 2022 è nominato “Governatore di Sant'Elena, Ascensione e Tristan De Cunha”, succedendo a Philip Ruskbrook.